# フォーチュン・クエスト
『フォーチュン・クエスト』 (Fortune Quest) は、深沢美潮による日本のファンタジーライトノベル作品。また、それを原作にしたメディアミックス派生作品の総称。イラスト・漫画化作品の作画は迎夏生が担当している。角川スニーカー文庫、電撃文庫など複数のレーベルより1989年11月から2020年7月まで刊行された。2022年1月時点でシリーズ累計部数は1000万部を突破している。

## 概要
主人公の駆け出し冒険者パステル・G・キングによる一人称で書かれた冒険ファンタジー。
元々『フォーチュン・クエスト』はマル勝ファミコンの増刊号「魍魎戦記MADARA」内にキャラクター紹介及び冒頭部分が掲載されていたが、その後1989年に正式に角川スニーカー文庫で『フォーチュン・クエスト』（当項目では、以降これを「無印」と記す）が開始され、8巻まで発売される。
1994年、担当編集者の他社への転出に伴い作者の深沢もレーベルを電撃文庫へと移り、続編となる『新フォーチュン・クエスト』を開始する（2012年刊行の20巻まで）。2013年より『新フォーチュン・クエストII』と改題して巻数をリセット。他にもパステル達が冒険者となって最初のクエストに挑戦するまでのプロローグを書いた『フォーチュン・クエスト外伝』（角川スニーカー文庫）、冒険者になった頃にしていたアルバイトの物語を書いた『フォーチュン・クエストバイト編』（角川mini文庫、角川スニーカー文庫）が角川書店から刊行されていた。これらの外伝は、新刊の3巻を加えて『新フォーチュン・クエスト外伝』、本編とバイト編は『新装版フォーチュン・クエスト』として電撃文庫から発売されており、全ての作品が電撃文庫から発売されている。本編以外の物語には他にも『新フォーチュン・クエストL（リミテッド）』がある。
1997年にはテレビアニメ化され、『フォーチュン・クエストL』が毎日放送で放送された。他にもオリジナルストーリーの漫画版やテーブルトークRPG『フォーチュン・クエストRPG』など様々なメディアで展開された。
2007年10月から、ポプラポケット文庫（ポプラ社）から児童文学として無印1巻から順次再版が開始されている。これで角川書店、メディアワークス、ポプラ社と、三社に渡って作品が展開されることとなる。
シリーズ開始30周年となる2020年7月刊行の『新フォーチュン・クエストII』11巻で完結となり、完結記念として『新フォーチュン・クエストL』を除いた電撃文庫全43巻（無印8巻、バイト編1巻、『新』20巻、『新外伝』3巻、『新II』11巻）と作者の深沢と挿絵の迎の直筆サイン入り複製原画のセットが通販限定商品となった。
同作者の作品『デュアン・サーク』『青の聖騎士伝説』は、フォーチュン・クエストの世界の約100年前を舞台とした作品であり、それぞれの作品間を繋ぐ人物やアイテムなどが登場している（デュアン、オグマとサムラ、クレイ・ジュダ、ランド、シドの剣など）。

## 世界観
剣と魔法が活躍する、典型的なファンタジー世界を舞台としているが、冒険者支援グループや保険会社といった大道具から通販グッズのような小道具まで現代社会的な要素や登場人物の実力を数値として可視化できるコンピュータRPG要素も加えられており、そういった世界観の中を駆け出しの初心者パーティに冒険させるという構図をとっている。

### 冒険者支援グループ
世の中のモンスターに立ち向かう存在であるが、生活の不安定な冒険者を支援するために発足された組織。冒険者はこのグループから身元を保証されることで、冒険者価格として交通費や宿泊費、各種アイテム購入費などの割引サービスを受けることが出来る。活動資金は加入する村や自治体からの寄付金で賄われ、その村がモンスターの被害を受けた場合は、戦力や金銭面での援助を受けることができる。

### 冒険者カード
冒険者の身分証明書。資格試験に合格することで交付される。上記のサービスを受けるためにはこのカードを携行していなければならない。カードには、名前、生年月日、本籍、連絡先（冒険者としての拠点）、職業、レベル、特性値（体力、知力、魔力、カルマ、経験値）が記載されている。一年に一度、更新することが義務づけられている。物語当初は各個人の誕生日に更新していたが、途中から全員が同じ日に更新手続きをするように変更された。ただ、あまりにも数が膨大すぎるためバグが発生するトラブルがあった。

### レベル
冒険者カードに記載されている値の一つ。経験値を積むことでレベルが上がる。経験値はモンスターを倒すことによってのみ加算される（特例として、冒険の功績が認められれば加算される場合もある）。冒険者たちの間では、レベル=強さと見る傾向があるが、必ずしも本人の実力を反映しているわけではない。一部の冒険者から、加算法の改善（モンスターとの戦闘の回避に成功した場合、経験値を加算するなど）の要望が支援グループに出されている。
レベルアップの際には、冒険者カードが光り、音が鳴る。
レベル1からスタートするが、最初のレベルアップでは、『1』の表記はそのままで、色が変わるだけ（事実上、『0』からのスタート）。

## 登場人物

### パーティメンバー
パステル・G・キング
この作品の語り手であり、主人公の少女。「詩人兼マッパー」という職業につきパーティの中での役割としている（マッパーとはマッピングする人、つまりダンジョンなどで道に迷わないために地図を作る人のこと）はずなのだが、実は極度の方向音痴であり、町の中でもたびたび迷子になるほどである。詩人らしい仕事をしている描写もほぼ無いが、自分たちの冒険談をもとにした小説を執筆し雑誌に連載しており、パーティーの貴重な収入源となっている。またパーティの財務担当もしているが、（トラップがギャンブルでスッてしまう等の理由により）いつも財政難金欠などで頭を悩ませている。
森の中にあるガイナという街の生まれで、14歳の時に両親をモンスター襲来により失った。他の街に住むそりの合わない祖母と暮らすよりも、と冒険者への道を選んだ。ただし冒険者になった後は手紙等を書いて近況は報告しているらしい。返事は貰っていないようだが、祖母の傍で働いている人から彼女の近況を聞いている。なお、ミドルネームは「グロリア」だが前述の通り、折り合いの悪い祖母の名からもらったものであるため普段は省略形のGで通している。
明るく前向きな性格で、落ち込みやすいが立ち直りも早い。面倒見はよく相談役などにもなるが、相談する側にも結構なっている。その性格に惹かれてか、半魚人とギア・リンゼイにプロポーズされた事がある。
武器は、ショートソードと折りたたみ式のクロスボウだが、どちらもあまり上手ではなく、敵と味方が戦闘している際などに援護の矢を放とうとすると、味方から「頼むから矢を撃つな」と言われるほどである。
普段は並みの精神力しかないが、必死になるとすさまじい意志の力を発揮する。事実、恋の女神メナースに体を乗っ取られたときに人間の身でありながら、自力で体の外に女神を追い出すという離れ業を披露した。『忘れられた村の忘れられたスープ（下）を参照』。
また彼女自身に向けられるトラブルには大した能力は発揮できないが、他人の為になると観察眼や状況判断能力はアップするようである。「真実の王女」では双子の魔女の差し向けたモンスター（一体が本物で他の二体は偽物）の内、他の二体の影がなく幻影であることをギアに知らせたり、クレイから借りたグリーンドラゴンの鱗の影響もあるだろうが、キットンすら気付かない部分を見つけたり閃いたりと、仲間が減れば減るほど普段以上の集中力や洞察力を発揮してパーティを守っていくタイプと思われる。
料理が好き（得意）であり、保存食をアレンジした簡単な物、家庭的な料理などを中心に、パーティーメンバーの食事の用意を担当している描写もよく見受けられる。
パーティーの仲間たちを家族同然に心底大切に思っており、その分訪れるのかもしれない別離を思い悩むこともある。
クレイ・シーモア・アンダーソン
パーティのリーダーであり、職業は戦士である。小説開始時点で18歳、身長180センチメートルくらいで黒色の髪にとび色の目をしている。
礼儀正しく真面目な性格をしており、トラップとは幼馴染。それ故に気苦労が絶えず、しょっちゅう貧乏くじをひいている。人のことは心配して気遣うくせに、自分のことはおろそかにしてしまう優しいという同時に危なっかしい性格をしている。
故郷はガイナの西のドーマという街。
曽祖父が伝説の「青の聖騎士」クレイ・ジュダ・アンダーソンであり、彼はその曽祖父の名を受け継いだたった一人の人物である。クレイ・ジュダは『青の聖騎士伝説』や『デュアン・サーク』に登場しているが、『フォーチュン・クエスト』においても伝説の人物として話の節々に登場している。
家は代々騎士という名家アンダーソン家で、アルテア、イムサイという兄が二人いる。双子にしか見えないが年子でありアルテアが長男、イムサイが次男。厳格な祖父がいる。父親に関しては詳しく語られてはいない。偶然だろうが、クレイ・ジュダも上に双子の兄が存在している。また、出生に関してもクレイ・ジュダに関わる節があり容姿や雰囲気なども似ているらしい。
武器は、実家から持ち出してきた細身の長剣である。この剣は、伝説の聖騎士クレイ・ジュダが使っていた「シドの剣」ではないかとも言われている。この剣は持ち主を選ぶと言われており、クレイ・ジュダの死後だれも見つける事ができず、持ち出す際も地味な外見からそれが「シドの剣」だとは思われず家族の誰も反対しなかった。
防具はお手製の竹アーマーと、その上からサラディー国王からもらったブレスト・アーマーを身に着けている。
元々はちゃんとしたアーマーを装備していたのだが、トラップに資金を使い込まれたため泣く泣く防具を売る羽目になり、そのかわりに竹で自作した。兄二人の好意（？）で魔法による防御力UPで「竹アーマー+1」になり、並みのアーマーよりも遥かに高性能となっている。
首にいつも曽祖父の肖像が入ったロケットを持っている。
幼馴染のサラと婚約していたが、本人同士が決めたのではなく親同士が決めた婚約ということで、クレイ本人はサラをいい友だちと思っていた。後にサラの病気に関わるクエストを達成後、彼女からの申し出で婚約を解消した。
パーティーメンバー（とくにトラップ）に「マダムキラー」と揶揄されるほどおば様方にもてる。
魔法で鳥の姿に変えられる、自分の似顔絵が指名手配書に書かれる等、作中でたびたび不幸な目にあっており、「不幸」「不幸な男」という言葉がクレイの代名詞として定着してしまっている。
トラップ
クレイの幼馴染であり、職業は盗賊。長い赤毛がトレードマーク。口が悪いトラブルメーカーではあるが、現実主義者なため、お人よしが多いこのパーティでは貴重な人物でもある。ただしギャンブル好き。盗賊であることに自信と誇りを持っているが、簡単に罠にはまってしまうなど軽率な面もある。闇にまぎれるのが仕事であるはずの盗賊であるにもかかわらず、派手な色の服を好む傾向にある。また、微量ではあるが魔力を有している。
以前は「我が家に代々伝わる由緒ある品」と渡された緑色のタイツを大事に履いていたが、後に実は真っ赤な嘘で騙されていたことがわかってからは履かなくなっていて、そのせいかパステルによると最近少々お洒落になってきている。
主な武器はパチンコで、俊敏性をいかした戦い方をし、木などするすると登っていってしまう。
実家はドーマにあるブーツ家という盗賊団であり、クレイの家とは曽祖父の代からの縁がある。盗賊団とはいっても、主に遺跡発掘やお宝探しなどをして街に貢献している「良い盗賊団」である。両親と祖父のほか、大勢の盗賊団のメンバーがいる大家族である。
本名は「ステア・ブーツ」。誘拐を阻止するためや祖父が同じ名前であり、区別のためにトラップというあだ名で呼ばれている。また、その祖父に対しては、厳しく教育された事もあってか、かなりの苦手意識を抱いている。
パステルに対しては、ちょっかいを出したりからかったりする事が多いが、その反面、パステルと親しくする男性に敵対心をむき出しにするなど、彼女に対し、ある種の好意らしきものを抱いていると思われる描写も多い。
ルーミィ
エルフ族の幼女で、魔法使い。ふわふわのシルバーブロンドの髪にぱっちりとしたブルーアイを持ち、一見天使のような容姿をしているが、「おなかぺっこぺこ」が口癖の大食漢である。性格はあどけなく、話し方も舌っ足らずでパステルのことを「ぱーるぅ」と呼んでいる。
パステルが冒険者になるために故郷のガイナを発ち、エベリンに向かう途中、山火事に驚いた馬車がひっくり返った際、偶然煤だらけで道端で泣いているルーミィを見つけたことからパステルに同行。生まれ故郷であるエルフの里は大規模な山火事に巻き込まれ、親や仲間の消息は不明となり、パーティーで行方を捜していた。後に母親と再会。本名も「ルーミリオン・シャイン」であったと判明する。
パステルにとっては妹のような存在。冒険者になったのは、パステルたちが試験を受ける際にクレイが彼女も冒険者になるものだと勘違いして、一緒に応募してしまったため。ただし筆記実技共に落ちたパステルとは違い、どちらも一発で合格している（筆記は二択問題だったため、片方だけを選んだ結果、偶然合格点を超えてしまっていた）。
はじめはメモを見ながらでないと呪文を唱えられなかったが、クレイとの特訓ののちに克服。魔法の素質を開花させてゆく。
ファイヤーやコールドの初級の魔法は当初から使えたが、後に中級以上の魔法に当たるフライを会得する。どうやら彼女の種族に関係があるらしい。また、花の妖精などとも会話ができたり、感覚で偽物を見破ったりもしている。
ノル
職業は「運搬/運送」。巨人族であり、その体格に見合う力を持つが、それとは裏腹に小動物と会話ができる能力、あやとりが得意など器用な面を持つ。寡黙だが優しく暖かい心の持ち主であり、メンバーからの信頼も厚い。パーティー中、欠点らしい欠点のない唯一の人物だが、難を言えば体躯の大きさ故に、狭いダンジョンに入る時などは留守番をせざるを得ない。また貧困パーティーであるが故に安宿に宿泊する時などは、宿泊を断られ馬小屋等で寝泊りする事もあるが、文句ひとつ言わず受け入れる。
パステルたちがあるクエストでスライムと戦っている時に加勢してくれたのがきっかけでパーティーに加わる。
失踪した妹を捜すために冒険者になったが、妹と再会した後もパーティーに残っている。パステル曰く「世界一優しいひと」。
キットン
職業は「農夫」。記憶喪失であり、記憶を取り戻すために冒険者になろうとしていたところをパステルたちと出会い、後に仲間になる。
何を考えているのかわからないところがあるが、その知力は度々パーティーの危機を救っている。植物や薬草に造詣が深く、特にキノコのこととなると目の色が変わる。非常に声が大きく、何かをひらめいた際に突然叫ぶ、その大きな声でバカ笑いをする等、エキセントリックな行動をとる事もしばしばある。
後にある冒険で記憶を取り戻し、自分がキットン族であり、キットン族の王家の者であること、本名が「ノイ・キットン」であることを思い出した。キットン族としては36歳であると判明し、パステルたちを驚かせるが、人間でいえば、18歳くらいに相当するとのこと。更に妻スグリとの再会も果たすが、しばらくはそれぞれの道を生きることとなった。また、ルーミィをも凌駕する高い魔力をもち、記憶を取り戻してからは「キットン魔法」という、相手を強制的に「バンザイ」させる、相手をキノコに変身させる（但し自分もキノコに変身してしまう）等の、一風変わった魔法を習得した。
冒険者試験において他の試験は優秀な成績で合格しながら最終試験である「ラックの試験」（多数の希望する職業及び類似・関連する職業の記載された札と、少数の無関係な職業の記載された札によるくじを引き、引き当てた職業に就く資格が与えられるというもの、パステルがマッパーを兼務するのもこの試験結果によるもの）で「だめ男」（存在しない職業で要はハズレ、よほど運が悪くなければまず引くことは無いと言われている）を引いて不合格になってしまい、これを13回連続で繰り返すという前代未聞の記録を打ち立てている。
シロちゃん
ある冒険で訪れたダンジョンで、迷子になったパステルが偶然出会ったホワイトドラゴン。男の子。家族を探すために、パステルたちについていくことになった。当初は、ホワイトドラゴンは発見された相手の願い事を一つ叶えることになっており、パステルが知らずに言った「付いてきてくれる？」という言葉を受け入れたためでもあったが、いつの間にか約束を忘れて、自らの意志でパーティに同行していた。
白い竜は幸せを運ぶと言われており、悪者に狙われないようにするために普段は犬を装っている。角を帽子で、翼を龍の宝玉を入れた風呂敷（後に購入したリュック）で隠している。精神年齢が幼いわりにしっかりしており、健気な性格。知能は高く人語を話せるが、語尾に「デシ」とつく。特にトラップに懐いており、トラップ本人も内心嬉しく思っている。
後に母親と再会したが、ホワイトドラゴンの一族が大集合する予定は50年ほど先であったため、再びパステルたちの元へ戻った。出会った当初は仔犬サイズか十メートルほどの巨大な竜にしかなれなかったが、ウギルギ様の指導により人一人を乗せられる程度の、熊ぐらいの大きさにも変化できるようになる。更にレベルアップして、人間の少年の姿にもなれるようになった。身長は120cmと、ルーミィより少し大きいくらい。最初は長い輝く白髪であったが、パステルが切りそろえ、肩より上くらいの長さとなっている。熱いブレスと眩しいブレスを使えるが、人間の姿では使えないため、パステルのショートソードを借り受けている。
シロちゃんという名前は、出会った時に名前を忘れていたため、パステルがつけたもの。ドラゴンとしての名前は「トレイトン・サブラァニア・ファンデュ」であるが、母親には「シロちゃんも可愛い」と受け入れられた。

### 冒険者
ジュン・ケイ
若くしてレベル30のファイター。超一流の実力と美麗な容姿をあわせもつ。パステルたちがバジリスクに襲われたときに助けてもらって以来の縁。その強さとかっこよさにパステルは一目惚れしてしまったが、実は女性。いちいち訂正するのも面倒だからとファイター間や出会った人達には見た目通り男性で通していたが、ある日突然カミングアウトし女性であることを公表した。名前の由来は、シリーズ執筆開始時の作者担当の編集者から。
トマス
フルネームは、トマス・カレッジ。「呪われた城」の冒険で出会った僧侶（クレリック）。本来のパーティーとケンカ別れしていたところをパステルたちと出会い、冒険をともにした。元のメンバーと和解してそちらに戻るが、その後もパステルたちとの親交を深める。彼が師事するのは小麦の神様ウギルギである。
ギア
フルネームは、ギア・リンゼイ。ワイルドな容姿の美形のファイター。以前に仲間を冒険で失っており、一人でも戦っていけるようにするため、身軽さを身上として、防御力の不足を魔法やアイテムで補っている。パステルと行動を共にしてから、その人柄に惹かれてか彼女に特別な感情を抱くようになる。

### 主人公たちの家族
パステルの両親
共に故人。パステルが14歳の時、子供たちがキャンプへ出かけている間にモンスター・チャクデスが村を襲撃、命を落とした。父は金持ちの家に生まれ育ったが、庶民の出である母と結婚。実家と折り合いが悪くなり、音信不通となっていた。少々お人好しだったらしいが、パステルにとってはとても優しい両親である。
パステルの祖母
父方の祖母で、金持ちの未亡人。庶民出身のパステルの母を毛嫌いしており、パステルの両親が亡くなった際にも、彼女のせいと言わんばかりの態度をとり、結果パステルは祖母の元へ身を寄せることをやめ、冒険者となった。後にパステルは祖母が「さみしい人」なのだと、多少理解をしている。
メル
ノルの妹。行方不明になっていたが、後に大魔術教団の村で発見された。巨人族なので人間の女性と比べると若干大柄だが、ノルに似ず美人である。現在はノルと離れ、エンチラーダ村で暮らしている。
スグリ
キットンの妻。同じキットン族であるため、よく似た顔立ちをしているが、可愛らしい女の子。とあるダンジョンに挑戦し、失敗した際にキットンと離ればなれになり記憶を失う。その後人間の老夫婦に拾われ、そこの娘が亡くなった直後であったことや娘の忘れ形見である幼い双子が懐いたこともあり、実の娘同然の関係となる。キットンと再会した際にも、スグリを失うことを恐れた老夫婦によって遠ざけられようとするが、後にキットンのキノコ魔法によって記憶を取り戻す。恩人でもあり家族となった人々とは別れられないと、ペルメナ村に留まることを選んだが、離れていても夫婦には変わりはないと、再会を約束した。パステルたちに堂々と宣言するほど、ラブラブカップル。
シロちゃんの母親
巨大で神々しいまでに美しいホワイトドラゴン。人間の姿もまた美しい婦人だが、中身はパステル曰く、そこら辺にいるお喋り好きなおばさんである。
リンネア
風湖のエルフの長で、ルーミィの母親。仲間と共に石化していた。ルーミィ同様、シルバーブロンドの髪とサファイアブルーの瞳を持つ美人である。

### その他の登場人物
リタ
パステルが活動拠点とするシルバーリーブの村の、食堂の娘。冒険者となることを夢みていたが、家業のために諦める。冒険者であるパステルに憧れるとともに、よき親友でもある。冒険者を夢見る弟、ルタがいる。
ローレンス・オーシ
冒険者への情報提供を商売とする「シナリオ屋」。とても金にがめつく、トラップですら彼にはかなわない。金のないパステルたちによく嫌味を言うが、ときどき気前がいい。もともとはいい家の生まれだったが、ギャンブルにはまって家を追い出されたらしい。
普段は皆に単に姓だけの「オーシ」と呼ばれるが、いとこのヒュー・オーシにだけは「ローレンス」と名の方で呼ばれている。
ヒュー・オーシ
シナリオ屋のオーシのいとこ。保険屋をやっていてエレキテルパンサー（時速200キロメートルで走行できるバイクのように運用される生き物）を乗り回している。性格はオーシとよく似ている。
ゼン
ヒールニント村にいた謎の老婆。通称ゼンばあさん。人間ではなく、キットン族。キットンの過去を知り、彼の導きとなるようにアイテムや助言を授ける。
ジェローム・ブリリアント三世
通称、JB。ダンジョンの奥深くに住むブラックドラゴン。という恐ろしげなふれこみとは裏腹に、ゲーム（とりわけテーブルトークRPG）を愛好するとても気さくなおじさん。多くのコボルトを召使として使っている。自分の思うように事が進まないと機嫌を損ねる気分屋で、トラップにいいように翻弄されている。かつて人間の親友がいたが、過ちからその親友を病気で亡くしてしまった。それ以来ゲームの相手がいないことに飽いていたが、トラップの講釈でゲームの真の楽しさに目覚める。パステルたちが助けを求めるときはゲームにつきあうことを条件とする。
本来の姿は巨大なブラックドラゴンだが、人間のような姿になることもできる。シロちゃんの母親曰く、いくらか年が行ったドラゴンは人に変化出来るようになるとの事。
ウギルギ
トマスが師事する小麦の神様。登場した当初はトマスを助けようと「呪われた城」の側まで来たが空腹で倒れてしまい、ヒュー・オーシに助けられてテントの片隅で寝ていた。その事を感謝して、オーシに何かお礼をしたいと申し出た所、保険に入ってほしいと言われて快く快諾していた。その後は何かとパステル達の相談に乗ったりしてくれている。
他の神とは違って派手な事はしないが、日常のささやかな事を教えに使っている。その地味さから信者は少ないが、それゆえに神自身から直接指導を受けることができる。
マリーナ
クレイとトラップの幼馴染み。表向きは古着屋だが、その実態は詐欺師。そのどちらの面でも、幾度となくパステルたちを助けている。クレイのことが好きだが、身分の違いから諦めている。とてもしっかり者でなんでも器用にこなす女の子であり、容姿も優れているためパステルからは羨ましがられているが、マリーナもまた、クレイとトラップと一緒にいられるパステルのことを羨ましがっている。パステルとは互いに本当の気持ちを打ち明けたことで何でも話しあえる親友となった。
幼い頃にトラップの実家であるブーツ家にもらわれ、実の娘同然に育っており、トラップとは兄妹のような間柄。生き別れになった家族をひそかに探していたがパステルたちの助けを借りて無事にモンスターに囚われていた両親を取り戻した。両親は昔実在した王国の墓守をする一族の直系。
アンジェリカ
リーザ国の第一王女。自分の思念を夢として伝える特殊能力を持つ。パステルの小説のファンで、それがきっかけでパステルはその思念を受け取る。冒険したいとわがままを言うこともあるが、自分の立場は理解しているようで、代わりにパステルたちに自分の望みを託す。
元々は漫画版オリジナルのキャラだったが、後に小説版に登場した。小説版登場時のストーリーが「漫画版を読んでいること前提」だったため、小説版のみの読者にとってはあまりにも唐突な登場であった。また、彼女の小説版登場により、それまでパラレルワールド的作品だと考えられていた漫画版が『フォーチュン・クエスト』の歴史に正式に組み込まれることになった。
アクス
ビシャスと呼ばれる猫に似た獣人系の種族。山賊（自称、「悪逆非道のアクス」）。バウワウの森で昼寝の邪魔をされて以来、パステルたちの行く先々に現れてはしつこくつけ狙うが、結果的にいつも不幸な目にあうのがお約束になっている。パステルたちは彼のことを全く覚えておらず、「よく会う変な人」くらいにしか思っていない。
ヒポちゃん
エレキテルヒポポタマスというワゴン車のように運用されている生き物。パステルたちは一度ヒュー・オーシから借りたことがあったが、後に下取りに出されていた事により偶然再会し、トラップの詐欺的手法によりこれを買い取る。以来パーティーの貴重な足となるが、老朽のため本来最高時速130キロメートル出るところを時速80キロメートルあたりから怪しくなり、また、旧式のため野生の習性が多く残り、走行中に文字通り道草を食ったり、眠ったり、水浴びを始めたりなど扱いは難しい。
謎の行商人
名前、種族など正体不明で、神出鬼没。ノルの妹の失踪事件 → 大魔術教団騒動、呪われた城事件などに関与しており、物語が進むにつれ、パステルらに敵対的な行動をとるようになる。

## 登場する都市など

### パントリア大陸
パステル達が活動拠点にしている大陸。大半をロンザ国が支配していて、政情も安定している。ロンザ国やサラディー国が存在する。
シルバーリーブ
パステル達が拠点にしている小さな村。この村の安宿「みすず旅館」での借金を返そうとする事からこの物語は始まる。パステルが小説を連載中の雑誌を発行する印刷所もこの村にある。
エベリン
かなり大きな、ズルマカラン砂漠の中心にあるオアシス都市。マリーナはここで古着屋を営んでいる。冒険者支援グループがあり、パステル達はカードの更新時はもっぱらこちらを利用する。
ヒールニント
温泉が湧き出し、それを観光の一つとしている村。しかし10年に一度目覚める竜が求める生贄に悩んでいるが、それを聞いて退治に向かった冒険者は、何故か必ず逆に村に災いをもたらす存在となり村を襲うようになったため、パステル達が訪れた際は牢屋に閉じ込めた程だった。
しかし彼らの活躍により村は救われた事により、後に冒険者支援グループに加入する。
サラディー
ズルマカラン砂漠より北に存在する小さく貧しい国。しかし国王は気さくで国民に慕われているが、魔女・マラヴォアに妬まれてオウムにされた事もある。この国で作られた記念切手はマニアの間では高値で取引されている。
町外れにペンダーグラスが住んでいる。
忘れられた村
かつてブラックドラゴンによって生贄を要求され、それから逃れるために密かに地下に建設された村。偶然そこに訪れた者達にその村を忘れてもらうため「忘れられたスープ」が保存されていた。
後にブラックドラゴンに対する誤解が解け、地上で普通に生活ができるようになった彼らはその村をそのまま保存、「忘却の村」として観光名所として公開している。
サバド
村の外れにある日突然城が出現し、そこを目当てに冒険者が訪れるようになった竹細工で有名な町。ある職人はクレイの竹アーマーを珍しいと見つめていた。
トント
ザマ湖の近くにあり、毎月10・20・30日に市が開かれる。10（とう）が訛って町の名前になったが、市がない日以外は人がほとんどいない。
タル・リコ
「復活の儀式」を目当てでやってくる人達の財布で成り立っているような町。遺体を保存する倉庫等の店もある。
大魔術教団の村
赤い石をはめ込まれた木像を崇拝する宗教の村。後に宗教団体は解散し、エンチラーダ村と名前が変わる。
ノルの妹メルが住んでいる。
ストーンリバー
港町。ここからパステル達は船旅に出た。
エドニー
大陸の左端にある町。セラファム大陸へ渡ろうとするならば、ここが最短距離。
ガイナ
パステルの故郷。彼女の両親が移り住んだ頃にはあまり開けていなかったが、彼女が成長するに従い段々と発達していった。しかしパステルが15歳の夏、モンスター・チャクデスに襲われ町は壊滅状態となる。幸いにもパステル等子供達は学校のサマーキャンプで不在だったため、子供達だけは無事だったがそのほとんどが孤児となる。
町を運営しているのは町議会。
ドーマ
クレイとトラップの故郷。町を運営しているのは一応町議会だが、貴族がいる為財政面でそちらに依存する割合が高い。
リーザ
シルバーリーブより南にある王国。首都はリーザリオン。アンジェリカ姫の父が国王でサイ湖がある。

### セラファム大陸
パントリア大陸のとはアビス海を挟んで隣同士。パントリア大陸の大部分はロンザ国が治め治安も安定しているが、こちらは昔から大国が存在しない事もあって戦争が絶えない。
コーベニアやキスキン王国がある。
コーベニア
エベリンとは姉妹都市の関係にある。エベリンは砂漠の都市、こちらは港町という関係上こちらの方が栄えている感がある。デイビーはここでアイスクリームの屋台を開いている。
キスキン
国王が治める小さな国。前国王崩御に伴い、ちょっとした後継者問題が起こった。現国王・ミモザ女王はパステルによく似ている。
ペルメナ村
キットンの妻・スグリが住んでいる。

## 評価
登場人物たちにも「レベル」「経験値」「能力値」という数値がわかる形で存在する等といったゲームの文脈で読むことが前提となっているが、英雄的な活躍によって世界を救うような普段ゲームで現れるような意味での冒険物語ではなく、現代の少年少女らしい日々の出来事に悩みや葛藤を感じている青春小説的なものを引いた作品であると、評論家の榎本秋は紹介している。ゲームライター・編集者の石井ぜんじも本作以前に発表された壮大なファンタジー作品とは異なり、冒険者たちの日常を描いていることが本作の特徴だと評している。また、石井は冒険者カードに各キャラクターのステータスが記載されているというゲーム的要素は、後に刊行される数多の異世界系作品に使われていると述べている。

## 既刊一覧
特記のない限り著者は深沢美潮、イラストは迎夏生。

### 小説
角川スニーカー文庫より出た無印版・外伝・バイト編については、電撃文庫から新装版が発売されている。また、無印版の一部はポプラポケット文庫からも発売されている。電撃文庫の無印新装版には1巻に1つ、書きおろしのエピソードが追加されている。
角川スニーカー文庫版（後に電撃文庫からも出版）のバイト編は、角川mini文庫版のバイト編2冊を再掲し、加筆を行ったもの。
- 『フォーチュン・クエスト』 角川書店→KADOKAWA〈角川スニーカー文庫〉、全8巻

  1. 「世にも幸せな冒険者たち」1989年12月1日初版発行（11月8日発売[5]）、ISBN 4-04-460601-3
  2. 「忘れられた村の忘れられたスープ（上）」1990年5月1日初版発行（4月11日発売[6]）、ISBN 4-04-460602-1
  3. 「忘れられた村の忘れられたスープ（下）」1990年9月1日初版発行（8月7日発売[7]）、ISBN 4-04-460604-8
  4. 「ようこそ！呪われた城へ」1991年3月1日初版発行（2月21日発売[8]）、ISBN 4-04-460605-6
  5. 「大魔術教団の謎（上）」1991年9月1日初版発行（8月23日発売[9]）、ISBN 4-04-460607-2
  6. 「大魔術教団の謎（下）」1991年12月1日初版発行（11月28日発売[10]）、ISBN 4-04-460608-0
  7. 「隠された海図（上）」1992年9月1日初版発行（8月24日発売[11]）、ISBN 4-04-460609-9
  8. 「隠された海図（下）」1993年6月1日初版発行（6月8日発売[12]）、ISBN 4-04-460610-2
- 『新フォーチュン・クエスト』 KADOKAWA〈電撃文庫〉、全20巻

  1. 「白い竜の飛来した街」1994年8月25日初版発行（8月10日発売[13]）、ISBN 4-04-867827-2
  2. 「キットン族の証」1995年7月25日初版発行（7月10日発売[14]）、ISBN 4-04-867825-6
  3. 「偽りの王女」1996年6月25日初版発行（6月5日発売[15]）、ISBN 4-04-867794-2
  4. 「真実の王女（上）」1998年3月25日初版発行（3月10日発売[16]）、ISBN 4-04-867736-5
  5. 「真実の王女（下）」1998年11月25日初版発行（11月10日発売[17]）、ISBN 4-04-867735-7
  6. 「待っていたクエスト エピソード1」2000年7月25日初版発行（7月10日発売[18]）、ISBN 4-04-867734-9
  7. 「待っていたクエスト エピソード2」2001年3月25日初版発行（3月10日発売[19]）、ISBN 4-04-867732-2
  8. 「待っていたクエスト エピソード3」2002年3月25日初版発行（3月10日発売[20]）、ISBN 4-04-867731-4
  9. 「待っていたクエスト ファイナル」2003年9月25日初版発行（9月10日発売[21]）、ISBN 4-04-867742-X
  10. 「キットンの決心」2005年3月25日初版発行（3月10日発売[22]）、ISBN 4-04-867876-0
  11. 「クレイの災難（上）」2006年1月25日初版発行（1月10日発売[23]）、ISBN 4-04-867740-3
  12. 「クレイの災難（下）」2006年6月25日初版発行（6月10日発売[24]）、ISBN 4-04-867739-X
  13. 「蘭の香りと消えたマリーナ（上）」2007年7月25日初版発行（7月10日発売[25]）、ISBN 978-4-04-867737-0
  14. 「蘭の香りと消えたマリーナ（下）」2008年1月25日初版発行（1月10日発売[26]）、ISBN 978-4-04-867729-5
  15. 「盗賊たちの見る夢」2008年11月10日初版発行（同日発売[27]）、ISBN 978-4-04-867345-7
  16. 「いざ、聖騎士の塔へ!?（上）」2010年8月10日初版発行（同日発売[28]）、ISBN 978-4-04-868773-7
  17. 「いざ、聖騎士の塔へ!?（下）」2010年12月10日初版発行（同日発売[29]）、ISBN 978-4-04-870124-2
  18. 「うれしい再会と人魚のおつかい（上）」2011年8月10日初版発行（同日発売[30]）、ISBN 978-4-04-870708-4
  19. 「うれしい再会と人魚のおつかい（下）」2011年12月10日初版発行（同日発売[31]）、ISBN 978-4-04-886154-0
  20. 「フレンツ・メーロス二世の受難」2012年8月10日初版発行（同日発売[32]）、ISBN 978-4-04-886810-5
- 『新フォーチュン・クエストII』 アスキー・メディアワークス→KADOKAWA〈電撃文庫〉、全11巻
  1. 「僧侶がいっぱい!（上）」2013年4月10日初版発行（同日発売[33]）、ISBN 978-4-04-891474-1
  2. 「僧侶がいっぱい!（下）」2013年8月10日初版発行（同日発売[34]）、ISBN 978-4-04-891763-6
  3. 「ルブアシブの危機」2013年12月10日初版発行（同日発売[35]）、ISBN 978-4-04-866179-9
  4. 「あのクエストに挑戦!（上）」2014年6月10日初版発行（同日発売[36]）、ISBN 978-4-04-866573-5
  5. 「あのクエストに挑戦!（下）」2014年12月10日初版発行（同日発売[37]）、ISBN 978-4-04-869093-5
  6. 「シロちゃんと古のモンスター」2015年8月8日初版発行（同日発売[38]）、ISBN 978-4-04-865290-2
  7. 「エルフの里 蒼の樹冠」2016年3月10日初版発行（同日発売[39]）、ISBN 978-4-04-865777-8
  8. 「月の光とセオドーラ」2017年1月10日初版発行（同日発売[40]）、ISBN 978-4-04-892624-9
  9. 「エルフたちの逡巡」2017年12月9日初版発行（同日発売[41]）、ISBN 978-4-04-893404-6
  10. 「ここはまだ旅の途中（上）」2019年12月10日初版発行（同日発売[42]）、ISBN 978-4-04-912958-8
  11. 「ここはまだ旅の途中（下）」2020年7月10日初版発行（同日発売[43]）、ISBN 978-4-04-913215-1
- 『フォーチュン・クエスト外伝』 角川書店〈角川スニーカー文庫〉、全2巻
  1. 「パステルの旅立ち」1996年3月1日初版発行（2月22日発売[44]）、ISBN 4-04-460612-9
  2. 「パステル、予備校に通う」1998年12月1日初版発行（11月27日発売[45]）、ISBN 4-04-460613-7
- 『フォーチュン・クエストバイト編』 角川書店〈角川mini文庫〉、全2巻
  1. 「夕日が二つに見えた夜」1996年11月27日初版発行（同日発売[46]）、ISBN 4-04-700107-4
  2. 「消えた少女とロングソード」1997年11月25日初版発行（11月20日発売[47]）、ISBN 4-04-700211-9
- 『新フォーチュン・クエストL（リミテッド）』 メディアワークス〈電撃文庫〉、全3巻
  1. 「トラップハウスからの挑戦状」1997年7月25日初版発行（7月10日発売[48]）、ISBN 4-07-306673-0
  2. 「静かな湖畔のモンゲーナ」2001年8月25日初版発行（8月10日発売[49]）、ISBN 4-8402-1880-3
  3. 「冒険者様ご一行、クエスト村にご案内！」2004年3月25日初版発行（3月10日発売[50]）、ISBN 4-8402-2630-X

### 小説（新装版）
- 『フォーチュン・クエスト』 角川書店〈電撃文庫〉、全8巻
  1. 「世にも幸せな冒険者たち」2002年5月25日初版発行（5月10日発売[51]）、ISBN 4-04-867728-4
  2. 「忘れられた村の忘れられたスープ（上）」2002年5月25日初版発行（5月10日発売[52]）、ISBN 4-04-867727-6
  3. 「忘れられた村の忘れられたスープ（下）」2002年5月25日初版発行（5月10日発売[53]）、ISBN 4-04-867726-8
  4. 「ようこそ！呪われた城へ」2002年7月25日初版発行（7月10日発売[54]）、ISBN 4-04-867785-3
  5. 「大魔術教団の謎（上）」2002年7月25日初版発行（7月10日発売[55]）、ISBN 4-04-867745-4
  6. 「大魔術教団の謎（下）」2002年7月25日初版発行（7月10日発売[56]）、ISBN 4-04-867744-6
  7. 「隠された海図（上）」2002年9月25日初版発行（9月10日発売[57]）、ISBN 4-04-867883-3
  8. 「隠された海図（下）」2002年9月25日初版発行（9月10日発売[58]）、ISBN 4-04-867927-9
- 『新フォーチュン・クエスト外伝[注 1]』 KADOKAWA〈電撃文庫〉、全3巻

  1. 「パステルの旅立ち」2001年10月25日初版発行（10月10日発売[59]）、ISBN 4-04-867872-8
  2. 「パステル、予備校に通う」2001年10月25日初版発行（10月10日発売[60]）、ISBN 4-04-867832-9
  3. 「パステル、初めてのクエスト？」2001年10月25日初版発行（10月10日発売[61]）、ISBN 4-04-867880-9
- 『フォーチュン・クエストバイト編』 全1巻
  - 角川スニーカー文庫版[注 2]：「夕日が二つに見えた夜」2000年1月1日初版発行（1999年12月25日発売[62]）、ISBN 4-04-460614-5
  - 電撃文庫版[注 3]：「夕日が二つに見えた夜」2002年9月25日初版発行（9月10日発売[63]）、ISBN 4-04-867870-1

### 小説（ポプラポケット文庫版）
- 『フォーチュン・クエスト』 ポプラ社〈ポプラポケット文庫〉、全8巻
  1. 「世にも幸せな冒険者たち」2007年10月発売[64]、ISBN 4-04-867728-4
  2. 「忘れられた村の忘れられたスープ（上）」2007年10月発売[65]、ISBN 4-04-867727-6
  3. 「忘れられた村の忘れられたスープ（下）」2007年11月発売[66]、ISBN 4-04-867726-8
  4. 「ようこそ！呪われた城へ」2007年12月発売[67]、ISBN 4-04-867785-3
  5. 「大魔術教団の謎（上）」2008年2月発売[68]、ISBN 4-04-867745-4
  6. 「大魔術教団の謎（下）」2008年4月発売[69]、ISBN 4-04-867744-6
  7. 「隠された海図（上）」2008年8月発売[70]、ISBN 4-04-867883-3
  8. 「隠された海図（下）」2008年11月発売[71]、ISBN 4-04-867927-9

### 漫画
深沢美潮（原作）、迎夏生（作画）による漫画作品。月刊コミックコンプと月刊電撃コミックガオで連載され、コミックスは電撃コミックスEXから全2巻が刊行された。後に電撃コミックスでも同じ内容で刊行されており、全3巻となっている。
- 『フォーチュン・クエスト』 メディアワークス〈電撃コミックスEX〉、全2巻
  1. 「夢の中の王女」1992年12月30日初版発行（12月14日発売[72]）、ISBN 4-07-939378-4
  2. 「ツミレの花咲く里」1993年9月27日発売[73]、ISBN 4-07-300357-7
- 『フォーチュン・クエスト』 メディアワークス〈電撃コミックス〉、全3巻
  1. 1997年10月15日初版発行（9月27日発売[74]）、ISBN 4-07-307164-5
  2. 1997年11月15日初版発行（10月27日発売[75]）、ISBN 4-07-307313-3
  3. 1997年12月15日初版発行（11月27日発売[76]）、ISBN 4-07-307550-0

### TRPG

#### ルールブック
- ジェローム・ブリリアント三世（著）・深沢美潮と仲間たち（編） 『フォーチュン・クエスト・コンパニオン』 角川書店、1991年8月26日初版発行、ISBN 4-04-714008-2
- 深沢美潮（原作）・長野真教（ゲームデザイン） 『フォーチュン・クエストRPG』 メディアワークス、1995年4月20日初版発行（3月31日発売[77]）、ISBN 4-07-302793-X
- 深沢美潮（監修）・はせがわみやび（ゲームデザイン） 『フォーチュン・クエストRPG（ボックスセット）』 キャラアニ、2005年5月19日発売

#### リプレイ
- 深沢美潮・はせがわみやび（著）・迎夏生・美鈴秋（イラスト） 『新フォーチュン・クエスト リプレイ』 メディアワークス〈電撃文庫〉、全6冊
  1. 「霧の谷のキノコ」1997年3月25日初版発行（3月10日発売[78]）、ISBN 4-8402-0594-9
    - 電撃ゲーム文庫版：1997年3月初版発行、ISBN 4-07-305946-7

  2. 「鐘の音の響くとき」1997年12月25日初版発行（12月10日発売[79]）、ISBN 4-07-307514-4
  3. 「人形たちの踊る夜」1998年5月25日初版発行（5月10日発売[80]）、ISBN 4-07-308850-5
  4. 「雪狼と氷の娘」1999年1月25日初版発行（1月10日発売[81]）、ISBN 4-07-310806-9
  5. 「青い海のたからもの」1999年7月25日初版発行（7月10日発売[82]）、ISBN 4-8402-1244-9
  6. 「はためいわくな夢」2002年8月25日初版発行（8月10日発売[83]）、ISBN 4-8402-2158-8

### その他関連書籍
- 『迎夏生画集1 ‐フォーチュン・クエスト‐』 メディアワークス、1994年2月10日初版発行（2月1日発売[84]）、ISBN 4-07-300713-0
  - 迎夏生による『フォーチュン・クエスト』のイラストを収めた画集。
- 『フォーチュン・クエスト ダイスをころがせ公認ファンブック』1994年5月25日初版発行（5月10日発売[85]）、ISBN 4-07-301322-X
- 『新フォーチュンクエスト 食卓の騎士たち 公式完全攻略ガイド』1996年7月10日発売[86]、ISBN 4-07-304970-4

## コンピュータゲーム
以下の2作品が発売されている。
- 「フォーチュン・クエスト ダイスをころがせ（スーパーファミコン ）」1994年4月/ザムス
- 「新フォーチュン・クエスト 食卓の騎士たち（PlayStation ）」1996年6月 / メディアワークス

その他、1992年にはPC（パソコン）用ゲームが製作中であることがアナウンスされていたが、発売されなかった。

### フォーチュン・クエスト ダイスをころがせ
1994年4月28日に発売されたスーパーファミコン用のすごろく形式のテーブルゲーム。開発元はナツメ、製作・販売元はザムス、発売元はバンプレスト。ファミ通の40点満点のクロスレビューでは20点。

#### 攻略本（SFC版ゲーム）
- 『フォーチュン・クエスト ダイスをころがせ 公認ファンブック』1994年5月/電撃文庫

### 新フォーチュン・クエスト 食卓の騎士たち
1996年6月21日発売されたPlayStation用のすごろく形式のテーブルゲーム。開発元はリリーフエース、発売元はメディアワークス。ファミ通の40点満点のクロスレビューでは21点。

#### キャスト（PS版ゲーム）
- パステル：小山裕香
- クレイ：置鮎龍太郎
- トラップ：山口勝平
- キットン：鈴木清信
- ノル：塩屋浩三
- ルーミィ、アンジェリカ：川田妙子
- シロ、リタ：三田ゆう子
- JBIII、コボルト：小杉十郎太
- マリーナ：住友優子

#### 攻略本（PS版ゲーム）
- 『新フォーチュン・クエスト 食卓の騎士たち 公式完全攻略ガイド』1996年7月/電撃攻略王

原作者深沢美潮やドラマCD版パステルを演じた中川亜紀子などが参加するリプレイや、書き下ろしで説明書収録短編の続編「続・世にもハマッた冒険者たち」などが収録されている。

## アニメ
1993年からOVA『フォーチュン・クエスト 世にも幸せな冒険者たち』が角川書店からVHS版として発売された。
1997年からテレビアニメ『フォーチュン・クエストL』が毎日放送 (MBS) にて放送された。

## 関連商品

### ドラマCD
1996年4月 - 1997年3月にかけて、TBSラジオの番組ファンタジーワールド内で放送されたラジオドラマを、CDにしたものである。
- 「フォーチュン・クエスト外伝 パステルの旅立ち Vol.1-4」1996年10月 - 1997年1月/角川書店
- 「フォーチュン・クエストバイト編 夕日が二つに見えた夜 Vol.1-2」1997年9月 - 10月/角川書店

#### スタッフ（ドラマCD）
- 原作：深沢美潮
- 脚本：久保田雅史（ぶらざあのっぽ）
- 音楽：安西史孝
- 制作プロデュース：鈴木誠二（フィールドワイ）
- プロデューサー：水野丈一（角川書店）、井上俊次（エアーズ）、吉田隆（フィールドワイ）
- ラジオプロデューサー：高橋由美子 (office eye)
- 効果：庄司雅弘 (FIZZ SOUND)
- 録音：市川修
- 音響監督：溝口綾
- ジャケット原画（外伝）：迎夏生
- ジャケット原画（バイト編）・ブックレット原画：福田道生
- デザイン：朝倉哲也 (design CREST)

#### キャスト（ドラマCD）
- パーティメンバー
  - パステル：中川亜紀子
  - クレイ：置鮎龍太郎
  - トラップ：山口勝平
  - キットン：鈴木清信
  - ノル：塩屋浩三
  - ルーミィ：水谷優子
  - シロ：菊池志穂
- 外伝
  - メリッサ：中山真奈美
  - ダイナ：鉄炮塚葉子
  - ミケラ：鈴木博紀
  - タイジ：中村尚子
  - ジョシュア：太田真一郎
  - ヒルデ：大塚瑞恵
  - 獣人：岡和男
  - 係員：うすいたかやす
  - 試験官：岡田貴之
  - 大男、ロドリゲス：室園丈裕
  - メリッサ・ギル：根谷美智子
  - レオナ：山口由里子
  - リア・ボンド：平野文
  - サキ：大栗伸慶
- バイト編
  - リーバンクリフ：沢木郁也
  - クリフト：岩永哲哉
  - ジャスパー：河合義雄
  - フォーレス：瀬戸公雄
  - リタ：菊池志穂
  - アイリス：天野由梨

### カセットブック
『フォーチュン・クエスト ボクボクの災難』が角川書店から1990年12月1日に発行されている。メディアはカセットテープであり、いわゆるドラマCDのカセットテープ版である。A面、B面合わせて合計約60分。
- 「フォーチュン・クエスト ボクボクの災難」1990年12月/角川書店 ISBN 4-04-905060-9

#### スタッフ（カセットブック）
- プロデュース：田宮武、佐野真理
- 脚本：あかほりさとる
- 演出：佐藤真一
- 音楽：山崎ますみ
- 効果：佐藤良介
- 調整：星野敏昭（セントラル録音）
- ジャケットデザイン：鈴木一誌、蒲谷孝夫
- 原作：深沢美潮
- ジャケットイラスト：迎夏生

#### キャスト（カセットブック）
- パステル：松井菜桜子
- クレイ：松本保典
- トラップ：山口勝平
- ルーミィ：山田妙子
- シロ：三田ゆう子
- キットン：鈴木清信
- ノル：笠岡繁蔵
- ボクボクの父：大塚明夫
- ボクボクの子供：稀代桜子、鈴木祐子
- 大魔導士ガーウィック：玄田哲章

### ボードゲーム
すごろく形式のボードゲーム『フォーチュン・クエストボードゲーム ようこそ！モンスターの巣窟へ』（1993年12月）がある。

### 音楽CD
- 「フォーチュン・クエスト1 世にも幸せな冒険者たち」（1991年1月） - イメージサウンドトラック。OVAの曲を収録したCDではない。
- 「フォーチュン・クエスト モンスターポケットミニ図鑑」（1992年6月） - CD&BOOKとして発売されたため、書籍扱いとなっておりISBNコード (ISBN 4-04-908001-X) を持っている。
- 「フォーチュン・クエスト オリジナルサウンドトラック 冒険音楽の旅」（1993年12月） - OVAで使用された曲を収録。
- 「フォーチュン・クエスト〜いつか叶う夢」（1993年10月） - OVA主題歌のシングルCD。
- 「フォーチュン・クエスト ダイスをころがせ」（1994年8月） - SFC版ゲームのサウンドトラック。
- 「新フォーチュン・クエスト 食卓の騎士たち オリジナルサウンドトラック」（1996年7月） - PS版ゲームのサウンドトラック。
- 「フォーチュン・クエスト外伝 パステルの旅立ち オリジナルサウンドコレクション」（1996年11月） - ドラマCDのサウンドトラック。